# Crompond, New York
Crompond, New York (енгл. Crompond) насељено је место без административног статуса у америчкој савезној држави Њујорк.

## Демографија
По попису из 2010. године број становника је 2.292, што је 242 (11,8%) становника више него 2000. године.
| Група             | 2000.         | 2010.         |
| Белци             | 1.826 (89,1%) | 1.896 (82,7%) |
| Афроамериканци    | 50 (2,4%)     | 101 (4,4%)    |
| Азијати           | 87 (4,2%)     | 128 (5,6%)    |
| Хиспаноамериканци | 78 (3,8%)     | 161 (7,0%)    |
| Укупно            | 2.050         | 2.292         |